# Aunkaï
Aunkaï Bujutsu est une discipline martiale japonaise fondée par Minoru Akuzawa, en septembre 2003,. Ses influences se trouvent à la fois dans les arts martiaux chinois (taï chi chuan, hsing I, Sanda) et dans les fondements du taijutsu des kobujutsu japonais (Yagyū Shingan-ryū, Daitōryū aikijūjutsu, Toshu Kakuto...),.

## La discipline

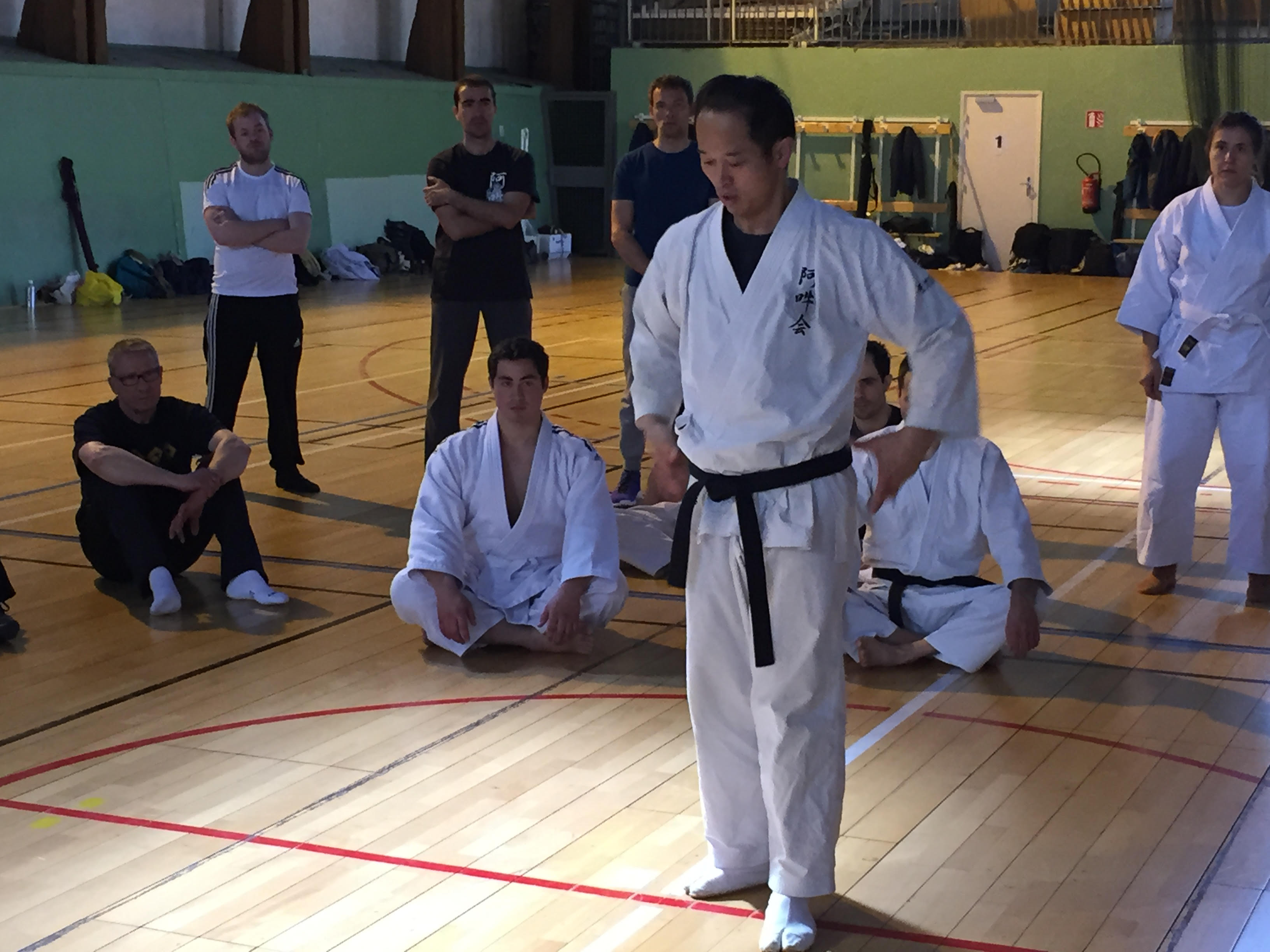
Minoru Akuzawa sensei

L’Aunkai, « créée sur les bases des koryū » est une méthode de formation et d'unification du corps pour la pratique du bujutsu où on apprend à « développer la conscience de son corps, d'en construire l'armature, d'en développer le cœur, l'essence ». (Minoru Akuzawa4) Et où on comprend l’action subtile des différentes composantes du corps et à s’en servir de la manière la plus efficace.
Exempt de formes codifiées, l’Aunkai met ainsi l’accent sur la pratique de bases appelées Tanren (maho, tenchijin, shintaijiku...) qui servent à éliminer le superflu 5 (force musculaire, techniques parasites)  à reprogrammer le corps et le rendre libre.
« Pour moi le bujutsu n’est pas un ensemble de techniques mais un état de corps. Une fois les principes intégrés les techniques jaillissent spontanément car le corps est capable de s’adapter instantanément »

## Développement de la discipline
L'enseignement se fait au Japon sous la supervision directe de Minoru Akuzawa et connaît un intérêt croissant dans le monde entier ; notamment en France, où le fondateur revient régulièrement depuis 2006 et où il a décidé de créer la branche française de son école.
Le public de la discipline provient de différentes pratiques martiales ou non-martiales.